# Andreia Jacinto
Andreia de Jesus Jacinto (Cascais, 8 giugno 2002) è una calciatrice portoghese, centrocampista della Real Sociedad e della nazionale portoghese.

## Statistiche

### Presenze e reti nei club
Statistiche (parziali) aggiornate al 17 maggio 2025.
| Stagione                  | Squadra                   | Campionato                | Campionato | Campionato | Coppe nazionali | Coppe nazionali | Coppe nazionali | Coppe continentali | Coppe continentali | Coppe continentali | Altre coppe | Altre coppe | Altre coppe | Totale | Totale |
| Stagione                  | Squadra                   | Comp                      | Pres       | Reti       | Comp            | Pres            | Reti            | Comp               | Pres               | Reti               | Comp        | Pres        | Reti        | Pres   | Reti   |
| ------------------------- | ------------------------- | ------------------------- | ---------- | ---------- | --------------- | --------------- | --------------- | ------------------ | ------------------ | ------------------ | ----------- | ----------- | ----------- | ------ | ------ |
| 2018-2019                 | Sporting Lisbona B        | 2 Div.                    | 19         | 2          | -               | -               | -               | -                  | -                  | -                  | -           | -           | -           | 19     | 2      |
| 2019-2020                 | Sporting Lisbona B        | 2 Div.                    | 5          | 1          | -               | -               | -               | -                  | -                  | -                  | -           | -           | -           | 5      | 1      |
| Totale Sporting Lisbona B | Totale Sporting Lisbona B | Totale Sporting Lisbona B | 24         | 3          | -               | -               | -               | -                  | -                  | -                  | -           | -           | -           | 24     | 3      |
| 2019-2020                 | Sporting Lisbona          | CN                        | 1          | 0          | CP              | -               | -               | -                  | -                  | -                  | -           | -           | -           | 1      | 0      |
| 2020-2021                 | Sporting Lisbona          | CN                        | 23         | 2          | CP              | -               | -               | -                  | -                  | -                  | CL          | 3           | 1           | 26     | 3      |
| 2021-2022                 | Sporting Lisbona          | CN                        | 17         | 3          | CP              | 4               | 0               | -                  | -                  | -                  | CL          | 4           | 1           | 25     | 4      |
| Totale Sporting Lisbona   | Totale Sporting Lisbona   | Totale Sporting Lisbona   | 41         | 5          | -               | 4               | 0               | -                  | -                  | -                  | -           | 7           | 2           | 52     | 7      |
| 2022-2023                 | Real Sociedad             | PD                        | 28         | 3          | CS              | -               | -               | UWCL               | 2                  | 0                  | SS          | 1           | 0           | 31     | 3      |
| 2023-2024                 | Real Sociedad             | PD                        | 28         | 0          | CS              | 5               | 0               | -                  | -                  | -                  | -           | -           | -           | 33     | 0      |
| 2024-2025                 | Real Sociedad             | PD                        | 30         | 0          | CS              | 2               | 0               | -                  | -                  | -                  | SS          | 1           | 0           | 33     | 0      |
| Totale Real Sociedad      | Totale Real Sociedad      | Totale Real Sociedad      | 86         | 3          | -               | 7               | 0               | -                  | 2                  | 0                  | -           | 2           | 0           | 97     | 3      |
| Totale carriera           | Totale carriera           | Totale carriera           | 127        | 8          | -               | 11              | 0               | -                  | 2                  | 0                  | -           | 2           | 0           | 142    | 8      |